# Keren Woodward
Keren Woodward est une chanteuse anglaise, née le 2 avril 1961 à Bristol, en Angleterre. Elle est membre du groupe Bananarama. 

## Jeunesse
Keren reçoit une formation classique de piano. Après ses études, elle travaille pour la BBC avant de fonder avec son amie d'enfance Sara Dallin, le groupe Bananarama.

## Vie privée
En 1986, elle donne naissance à son fils prénommé Thomas. 
En 1990, elle se met en couple avec Andrew Ridgeley, ancien guitariste du groupe Wham. En novembre 2017, Ils annoncent leur séparation mais conservent de bons rapports amicaux. Elle réside désormais à Londres.